# Привязка к поставщику
Привязка к поставщику (вендорло́к – англ. vendor lock-in, proprietary lock-in, customer lock-in, «барьер для смены поставщика») — бизнес-модель, в которой устанавливается зависимость потребителя от продуктов и услуг одного поставщика, намеренно создаются осложнения для смены поставщика из‑за высоких затрат на переход.
Поставщики заинтересованы намеренно создавать замыкание для завоевания большой доли рынка, что иногда приводит к появлению монополии и «стандартов де-факто».

## Совместимость
Как естественное, так и намеренное замыкание может возникнуть в результате появления несовместимых с другими «стандартов де-факто», обеспечивать совместимость с которыми для конкурентов оказывается дорого, трудно или невозможно по лицензионным причинам.
- Дорого — из‑за отсутствия конструктивной совместимости массово производимых деталей.
- Трудно — из‑за недокументированных форматов, используемых проприетарным программным обеспечением.
- Незаконно — из‑за патентов, коммерческой тайны, DRM, лицензий, прямо запрещающих использование продукта в конкурирующих средах (пример — некоторые лицензии Microsoft shared source позволяют разработку производных продуктов только для Microsoft Windows[2][3]).
- Даже при отсутствии (снятии) правовых ограничений и тайн обеспечение совместимости со «стандартом де-факто» может не нести никакой иной пользы.

Иногда компании добавляют к открытым стандартам собственные расширения (как полезные, так и бесполезные или дублирующие существующие), не раскрывая их или патентуя. Такая тактика называется Embrace, Extend, and Extinguish («Поддержать, надстроить и уничтожить»).

## Примеры замыкания

### ICQ
AOL иногда меняла протокол ICQ несовместимым образом, что затрудняло использование «неофициальных» клиентов, таких как Miranda и другие. «Официальный» клиент существует только для Microsoft Windows и Mac OS X. Бета-версия для операционных систем Linux появилась только в мае 2011-го, а ICQ-клиент для телефонов и прочих устройств с поддержкой J2ME был выпущен лишь в 2010 году.

### Sony Memory Stick
Практически все мобильные устройства используют карты памяти стандарта SD, miniSD и microSD. Однако устройства фирмы Sony используют флеш-память стандарта Memory Stick, значительная часть устройств Sony при этом не поддерживает другие типы памяти. Таким образом, купив устройство фирмы Sony, покупатель вынужден докупать к нему карты памяти, которые в среднем в полтора-два раза дороже SD и к тому же в большинстве случаев не могут быть использованы с уже имеющимся оборудованием.
Для преодоления зависимости от поставщика сторонними производителями созданы адаптеры с SD в Memory Stick. Например, для PSP существует недорогой адаптер, исполненный в корпусе стандартной Memory Stick, позволяющий использовать одновременно две карты MicroSD и таким образом получать объём в 64 ГБ.

### Файловые системы
Файловые системы семейства FAT компании Microsoft — стандарт или стандарт де-факто для многих носителей информации, которые должны быть доступны с помощью нескольких операционных систем, за исключением оптических дисков. Полноценная или значительная поддержка FAT существует в большинстве ОС, в отличие от других файловых систем, поддерживаемых Microsoft Windows — наиболее распространёнными ОС для ПК — за исключением файловой системы UDF. Многие компактные мобильные устройства вроде фотоаппаратов поддерживают только FAT16 или FAT32. Стандарт карт Secure Digital SD использует FAT12 и FAT16, а SDHC — FAT32.
Хотя такие носители можно использовать с лучшими файловыми системами, часто по умолчанию используется FAT, и её могут предпочесть для совместимости с устройствами, поддерживающими (в том числе из-за стандартов SD) только её.
Стандартная файловая система для карт SDXC — exFAT. Она разработана специально для флеш-накопителей и превосходит FAT по техническим характеристикам, но документация для её реализации была доступна только по соглашению с Microsoft, в течение длительного времени поддержка exFAT в ОС на ядре Linux была ограничена. Однако в июне 2013 года произошла утечка исходного кода драйвера exFAT, разработанного и применяемого компанией Samsung в своих мобильных устройствах. Впоследствии был установлен факт наличия в нём кода из ядра Linux, и в августе 2013-го компания была вынуждена открыть исходный код драйвера под лицензией GPL v2.
Кроме того, Microsoft владеет патентами, связанными с exFAT и некоторыми элементами FAT, и требует отчислений за поддержку файловых систем.

### Фотоаппараты
В фотоаппаратах есть всего три открытых стандарта для аксессуаров: штативный винт диаметром ¼ дюйма, горячий башмак и резьба M42. Но последние два стандарта ограничены в возможностях — в них нет управления диафрагмой, фокусировкой и ведущим числом фотовспышки. Поэтому разные производители делают свои собственные форматы объективов, вспышек и пультов дистанционного спуска, и при смене производителя приходится менять все аксессуары (кроме разве что штатива).
Существуют всевозможные переходники для объективов, которые стоят достаточно дёшево — во много раз меньше, чем хороший объектив. Они широко используются для крепления объективов «доцифровой» эры на современные фотоаппараты — впрочем, фокусировка или автоматика диафрагмы на них зачастую работает с ограничениями.

### Microsoft

#### Microsoft Office
Текстовый процессор Microsoft Word и табличный процессор Microsoft Excel, входящие в пакет Microsoft Office, в течение многих лет по умолчанию сохраняли документы в формате, описание которого можно было получить только за деньги и подписку о неразглашении, что препятствовало реализации качественной поддержки этого формата в конкурирующих программах. Позже условия доступа к описанию изменились, но возник вопрос о том, подходят ли они для свободного ПО, которое не приемлет патентных ограничений. Эти новые условия также распространяются на новый формат, основанный на предыдущих — сделанный стандартом ISO и Ecma вскоре после принятия ISO и OASIS менее спорного по своей открытости аналога.
Microsoft предоставляет программу для Windows «Microsoft Office Word Viewer», которая позволяет просматривать файлы в форматах Word. С помощью Microsoft Office Word Viewer 2003 разрешено только просматривать и печатать документы.
Спустя 10 лет Microsoft Office Word 2007 Service Pack 2 обеспечивает неполную поддержку открытого формата .odf, а в OpenOffice.org реализована ограниченная поддержка формата .docx, «родного» для Microsoft Word 2007.

#### Skype
Протокол Skype является закрытым, что ведёт к почти полной невозможности разработки неофициальных клиентов.
С протоколом Skype привязка к поставщику реализовывалась два раза: сначала закрытый протокол Skype был собственностью компании Skype, что полностью исключало разработку альтернативных клиентов, затем Skype был куплен компанией Microsoft, которая в рамках стратегии Embrace, Extend, and Extinguish сначала предложила свой, менее удобный клиент, а затем отключила серверы аутентификации старых клиентов, несмотря на то что они сами по себе до сих пор полностью функциональны и содержат всё, что нужно для почти децентрализованной связи.
В довершение Microsoft централизовала Skype-связь. Все сообщения теперь проходят через серверы Microsoft, а не передаются напрямую от клиента к клиенту.

### Сжатие данных с потерями
Данные, сжатые с потерями, могут быть невыгодно преобразованы в другой формат: это приведёт либо к увеличению их размера, либо к дальнейшим потерям. Приходится сохранять совместимость с использованным для сжатия данных форматом притом, что декодирование из этого формата (как у различных форматов MPEG) или распространение данных в нём (как по меньшей мере планировалось для H.264) может облагаться патентными отчислениями.